# Taylor Cole
Taylor Quinn Cole (Arlington, 29 aprile 1984) è un'attrice e modella statunitense.

## Carriera
Alle scuole superiori, Taylor ha giocato con la squadra di pallavolo delle olimpiadi junior ed è proprio in questo periodo che ha cominciato anche la carriera di modella, per l'agenzia Nous Model Management di Los Angeles. Per meglio seguire questa carriera si è trasferita a New York. È in seguito apparsa in spot pubblicitari come quello per il dentifricio Crest o per le borse Dooney & Bourke.
Quando nel 2004 andò a far visita alla madre e al patrigno, l'attore Shawn Christian, a Los Angeles, la fece partecipare a un'audizione per un eventuale ruolo nella nuova serie televisiva Summerland. Le fu poi attribuito il ruolo di Erika Spalding. Taylor è anche apparsa nei video musicali True di Ryan Cabrera e Scars della rock band statunitense Papa Roach. Nel 2009 ha recitato nel film 12 Round con John Cena. Nel 2010 recita la parte di Vicky Roberts nella serie TV americana The Event; mentre nel 2012 recita la parte di Jennifer Starke, nella serie TV americana The Glades.

## Filmografia

### Attrice

#### Cinema
- That Guy - Corto, regia di Dash Mihok (2006)
- All You've Got - Unite per la vittoria (All You've Got), regia di Neema Barnette (2006)
- Movin G, regia di J. Fabian (2007)
- Loaded, regia di Alan Pao (2008)
- Scherzo letale (April Fool's Day), regia di Mitchell Altieri e Phil Flores (2008)
- Un americano in Cina (An American in China), regia di Ron Berrett (2008)
- 12 Round, regia di Renny Harlin (2009)
- Il mondo dei replicanti (Surrogates), regia di Jonathan Mostow (2009)
- Il bosco dell'orrore, regia di Mitchell Altieri e Phil Flores (2010)
- The Green Hornet, regia di Michel Gondry (2011)
- Sotto accusa (Bad Blood), regia di Adam Silver (2015)
- Swap, regia di Timothy Woodward Jr.(2016)
- Fiducia tradita (Below the Surface), regia di Damián Romay (2016)
- 1st Born, regia di Ali Atshani e Sam Khoze (2018)
- Melvin Smarty, regia di Victoria Raiser (2018)

#### Televisione
- Summerland - serie TV, 21 episodi (2004-2005)
- Numb3rs - serie TV, episodio 2x13 (2006)
- CSI - Scena del crimine - serie TV, episodio 6x12 (2006)
- Supernatural - serie TV, 2 episodi (2006-2013)
- Finish line - Velocità mortale (Finish Line), regia di Gerry Lively - film TV (2008)
- Do Not Disturb - serie TV, episodio 1x01 (2008)
- Heroes: The Recruit - serie TV, 6 episodi (2008-2009)
- Cold Case - Delitti irrisolti - serie TV, episodio 6x12 (2008)
- Heroes - serie TV, 4 episodi (2008-2009)
- Melrose Place - serie TV, episodio 1x02 (2009)
- Secret Girlfriend - serie TV, 6 episodi (2009)
- NCIS - Unità anticrimine - serie TV, episodio 7x19 (2010)
- Entourage - serie TV, episodio 7x03 (2010)
- The Event - serie TV, 16 episodi (2010-2011)
- Due uomini e mezzo - serie TV, episodio 9x08 (2011)
- CSI: Miami - serie TV, 11 episodi (decima stagione 2011-2012) - Samantha Owens
- Hawaii Five-0 - serie TV, 2x23 (2012)
- La verità su mia figlia (Murder in a Small Town), regia di John Stimpson - film TV (2013)
- Castle - serie TV, episodio 5x11 (2013)
- Addicts Anonymous - serie TV, 1x3 (2013)
- The Glades - serie TV, 8 episodi (2013)
- Impastor - serie TV episodi 1x8,1x9,1x10 (2015)
- Ricetta d'amore (Appetite for Love), regia di David Mackay - film TV (2016)
- Un principe per l'estate (My Summer Prince), regia di Peter Sullivan - film TV (2016)
- The Originals - serie TV, 11 episodi (2016-2017)
- La scelta di Jessica (Christmas in Homestead), regia di Steven R. Monroe - film TV (2016)
- Ritratto d'amore (The Art of Us), regia di Kristoffer Tabori - film TV (2016)
- Christmas Festival of Ice, regia di Bradley Walsh - film TV (2017)
- Salvation - serie TV, 6 episodi (2017-2018)
- Un weekend sulla neve (One Winter Weekend), regia di Gary Yates - film TV (2018)
- Un dolce autunno (Falling for You), regia di Peter DeLuise - film TV (2018)
- Un weekend sulla neve 2 (One Winter Proposal), regia di Gary Yates (2019)
- Le indagini di Ruby Herring - L'ultimo respiro (Ruby Herring Mysteries: Her Last Breath), regia di Fred Gerber - film TV, (2019)
- Le indagini di Ruby Herring - Testimone silenzioso (Ruby Herring Mysteries: Silent Witness), regia di Paul Ziller - film TV (2019)
- Anime gemelle (Matching Hearts), regia di Siobhan Devine (2020)
- Le indagini di Ruby Herring - Profezia di un omicidio (Ruby Herring Mysteries: Prediction Murder), regia di Neill Fearnley - film TV (2020)
- La chiave del Natale (Unlocking Christmas), regia di Don McBrearty - film TV (2020)
- Matrimonio a Clare Lake (One Perfect Wedding), regia di Gary Yates - film TV (2021)
- Amore a South Beach (South Beach Love), regia di Damián Romay - film TV (2021)
- Making Spirits Bright, regia di David Bercovici-Artieda - film TV (2021)
- Pumpkin Everything, regia di Jeff Beesley - film TV (2022)
- Long Lost Christmas, regia di Michael Robison - film TV (2022)

### Doppiatrice
- I Griffin (Family Guy) - serie TV animata, episodio 5x06 (2006)

## Doppiatrici italiane
Nelle versioni in italiano delle opere in cui ha recitato, Taylor Cole è stata doppiata da:
- Francesca Fiorentini in CSI - Scena del crimine, Scherzo letale, Cold Case - Delitti irrisolti
- Perla Liberatori in La scelta di Jessica, Un weekend sulla neve, Matrimonio a Clare Lake
- Chiara Gioncardi in The Event, Sotto accusa - Bad Blood
- Eleonora Reti in Anime gemelle, Le indagini di Ruby Herring
- Mariangela D'Amora in La verità su mia figlia
- Alessandra Korompay in Il bosco dell'orrore
- Giulia Franceschetti in Ritratto d'amore
- Maura Ragazzoni in Un americano in Cina
- Emilia Costa in NCIS - Unità anticrimine
- Gaia Bolognesi in Hawaii Five-0
- Domitilla D'Amico in Castle
- Chiara Colizzi in The Glades
- Francesca Manicone in Ricetta d'amore
- Giulia Catania in The Originals
- Federica De Bortoli in The Originals (ep. 3x16)
- Valeria Vidali in Summerland
- Irene Di Valmo in Due uomini e mezzo
- Joy Saltarelli in CSI: Miami
- Jessica Bologna in La chiave del Natale
- Rachele Paolelli in Amore a South Beach